# Babadsari (Jiput)
Babadsari is een bestuurslaag in het regentschap Pandeglang van de provincie Banten, Indonesië. Babadsari telt 1047 inwoners (volkstelling 2010).